# Eva Myhrman
Eva Christina Myhrman, som gift Billow, född 16 januari 1783 i Remmene socken, Älvsborgs län, död 1 januari 1863 i Maria Magdalena församling, Stockholm, var en svensk amatörkonstnär.
Hon var dotter till bergsrådet Christopher Myhrman och syster till Gustaf, Bengt och Anna Myhrman. Gift 1806 med bergmästaren Gustaf Billow.
Myhrman var som konstnär autodidakt. Hon växte upp i en familj med stort kulturellt intresse och hon och hennes syskon framträdde som drivna amatörkonstnärer. Hon är representerad på Rämmens bruk i Värmland med flera blomstermålningar.